# История Уттаракханда
Название «Уттаракханд» является не только современным названием штата, но и древним названием этого исторического региона, что дословно означает «северная страна» или «северная часть». Это название упоминалось в старых индуистских текстах как объединяющая для краев Кедаркханд и Манаскханд. В  пуранических текстах Уттаракханд описывается как центральный участок индийских Гималаев. Горы и долины региона в древние времена ассоциировались с Сварга — местом проживания богов и источником священной реки Ганг. Даже сейчас регион часто называют «жилищем богов» (Devbhumi) благодаря многочисленным местам паломничества верующих-индусов.
Регион, вероятно был первоначально заселен народом Кол, к которому позднее присоединились индоарийские племена Кхас, переселившихся с северо-запада в течение ведийского периода. К тому времени территория современного Уттаракханд уже имела религиозное значение, её часто посещали риши и садху. По легенде, мудрец Вьяса написал Махабхарату именно здесь, а Пандавы также неоднократно останавливались в этом районе. Среди первых известных династий, правивших как Гархвалом, так и Кумаоном, могли быть Кунинды во 2-м веке до н. э., на что указывают находки монет этого государства, хотя доподлинно эти сокровища могут указывать только на активные торговые отношения между регионами. В любом случае, ранняя форма шайвизму, сторонниками которой были монархи Кунинды, стала распространяться и на территорию Уттаракханд. Значительное место в тогдашней экономике района занимала торговля солью с Тибетом. В Кали в западной части Гархвал был установлен один из эдиктов Ашоки, что свидетельствует о проникновении в регион в те времена буддизма. Через деятельность Ади Шанкары, в Гархвали и Кумаони был окончательно установлен брахманизм.
Примерно в 7 веке полное господство в регионе получила династия Катьюри народа Кхас, что правила до конца 10 века, преимущественно из долины Катьюр (сейчас Байджинатх) в Кумаони. С 11 века регион находился в состоянии безвластия, и до 14 века власть была разделена между многочисленными ветвями династии Катьюри. В течение этого периода в горных районах региона поселилось много представителей гималайских народов, так называемых кирата, тибето-бирманской языковой группы, вероятно стали основой современных народов бхотия, раджи и тхару.
На протяжении большей части  средневекового периода, регион был объединен с королевством  Гархвалом на западе и королевством Кумаоном на востоке. В 13-18 веках Кумаон достиг расцвета под властью династии Чанд, происходившей из равнинной Индии. В течение этого периода развитие получили науки и новые формы искусства, такие как школа живописи Пахаря. Гархвал, в свою очередь, был объединен под властью династии Пармар-Панвар, также прибывшая из равнин вместе с волной мигрантов брахманов и раджпутов.. В обоих случаях смена власти от Катьюри к новым династиям прошла мирно, через браки между представителями местных и новых династий.
В 1779 через династические споры Кумаон оказался в состоянии безвластия и был захвачен гархвальцами, которые продержались всего семь лет, до 1786 года. А уже в 1791 Кумаон покорила непальская империя захватив его столицу Алмору. В 1803 был покорен и Гархвал. Однако непальцы правили в Уттаракханд недолго — в результате Англо-непальской войны, по условиям Сугаульського договора 1816 года, территория перешла под контроль Ост-Индской компании, а на её части было восстановлено Княжество Тихри, хотя и зависящее от британцев.
После обретения независимости Индией, Княжество Тихри и британские владения на территории региона вошли в состав штата Уттар-Прадеш, где составляли регион Кумаон. К 1998 году Уттаракханд оставался исключительно географическим регионом, не имея политической идентичности. Ещё со времен Британской Индии определенные круги Уттаракханд начали выступать за его отделение, но формально движение за самоопределение было начато в 1957 г. бывшим князем Тихри, в то время членом Парламента Индии, Манавендра Шахом. Позднее в движении приняли участие и разнообразные политические партии, прежде всего Уттаракханд Кранти Дал (Революционная партия Уттаракханд), действовавшей с 1979 года. Хотя Гархвал и Кумаон традиционно были соперниками, но географическая близость и преимущественно общая экономика, культура, язык и традиции объединяли регионы и побуждали их выступать вместе в движении за самоопределение. Эти связи сформировали основу новой политической идентичности Уттаракханд, объединившая как региональные, так и национальные политические партии, которые в 1994 году выступили с требованиями основания отдельного штата в рамках Индийской Республики. Важным эпизодом этого периода стала стрельба в Рампур-Тирахи в ночь на 1 октября 1994 года, получившей большой резонанс. В результате, 24 сентября 1998 Законодательное собрание штата Уттар-Прадеш приняли Билль о реорганизации Уттар-Прадеша, приведший к образованию нового штата, возникновение которого было закреплено Союзным парламентом в Акте реорганизации Уттар-Прадеша 2000 года и окончательно состоялось 9 ноября того же года.
При разделе Уттар-Прадеша новообразованный штат был назван «Уттаранчал». Бхаратия джаната парти, которая проводила реорганизацию, выбрала это название как менее сепаратистское и религиозно нейтрально. Однако новое название не прижилось, параллельно все равно использовалась название Уттаракханд. Кроме того, похожее движение возникло в штате Джаркханд. Как следствие, в августе 2006 года, Кабинет министров Индии одобрил переименование штата на Уттаракханд.